# Legnava
Legnava (Duits: Legenau; Hongaars: Hosszúvágás) is een Slowaakse gemeente in de regio Prešov, en maakt deel uit van het district Stará Ľubovňa.
Legnava telt 126 inwoners.